# Desmopachria divergens
Desmopachria divergens (лат.) — вид жуков-плавунцов рода Desmopachria из подсемейства Hydroporinae (Dytiscidae). 

## Распространение
Встречаются в Южной Америке: Венесуэла (Amazonas State, Communidad Caño Gato on Rio Sipapo, 4°58.838'N 67°44.341'W).

## Описание
Жуки мелких размеров; длина 1,8—2,0 мм. Дорсальная поверхность головы и переднеспинки равномерно жёлто-оранжевая. Надкрылья равномерно оранжево-коричневые, отчётливо переливчатые. Брюшная поверхность оранжевая, немного темнее медиально на метатораксе, медиально слабо переливчатая. Характеризуется дорсальной радужной поверхностью и формой мужских гениталий. Срединная лопасть самца в вентральном аспекте чрезвычайно широкая и апикально очень широко усечённая в сочетании с боковыми лопастями, вершины которых сильно изогнуты латерально и расходятся. Этот вид не имеет раздвоенного простернального отростка, характерного для группы видов Desmopachria portmanni. Это делает его несколько похожим на экземпляры из группы видов Desmopachria ubangoides, но у Desmopachria divergens отсутствует половой диморфизм переднего края наличника, характерный для этой группы (самцы с уплощённым и вздёрнутым краем, самки с чёткими краями, но не столь сильно модифицированными). Тело широко овальное и выпуклое профиль; лабиальные щупики зазубренные апикально; заднебоковой угол переднеспинки острый; простернальный отросток резко заострен.